# 邦格阿
邦格阿（Banga），是印度旁遮普邦Nawanshahr县的一个城镇。总人口18892（2001年）。

## 人口
该地2001年总人口18892人，其中男性9810人，女性9082人；0—6岁人口1949人，其中男1091人，女858人；识字率75.34%，其中男性为77.55%，女性为72.96%。